# Pulaar
Das Pulaar ist eine Variante des Fulfulde, die als Erstsprache vor allem vom Volk der Fulbe und den assimilierten Tukulor (oder Toorobe) im Talbereich des Senegal-Flusses, das traditionell als Futa Toro bekannt ist, gesprochen wird.
Die Pulaar-Sprecher, bekannt als Haalpulaar'en, leben im Senegal, in Mauretanien, in Gambia, in Guinea-Bissau und in West-Mali.
Es gibt mehrere dialektale Unterschiede, aber alle Dialekte sind untereinander verständlich.
Pulaar sollte nicht mit dem Pular verwechselt werden, einer anderen Varietät des Fula, das in Guinea-Conakry (einschließlich der Fouta Jallon-Region) gesprochen wird. Die Pulaar- und Pular-Varietäten des Fulfulde sind sich bis zu einem gewissen Grad verständlich, aber verwenden eine unterschiedliche Literatur.
Pulaar wird in einem modifizierten lateinischen Alphabet geschrieben, wurde aber auch aufgrund der Islamisierung durch die Araber im Norden mit einem arabischen Alphabet geschrieben, bekannt als Adschami-Schrift.

## Linguistische Besonderheiten
Die negative akkomplizierte Verbform endet mit -aani. Die ist leicht unterschiedlich vom Maasina-Fulfulde und Pular. Am einfachsten ist das Pulaar durch die Endung -de (statt -gol) der Verben zu erkennen. Es weist aber auch andere Besonderheiten hinsichtlich Orthografie und Aussprache auf.